# Alan Bush
Alan Dudley Bush (ur. 22 grudnia 1900 w Londynie, zm. 31 października 1995 w Watford) – brytyjski kompozytor i dyrygent.

## Życiorys
W latach 1918–1922 studiował w Królewskiej Akademii Muzycznej w Londynie, gdzie uczył się kompozycji u Fredericka Cordera oraz gry na fortepianie u Tobiasa Matthaya. Później dokształcał się prywatnie w zakresie kompozycji u Johna Irelanda (1922–1927) i pobierał lekcje fortepianu u Benno Moiseiwitscha i Artura Schnabla (1924–1929). Od 1929 do 1931 roku przebywał w Berlinie, gdzie studiował muzykologię i filozofię na Uniwersytecie Humboldtów. W latach 1925–1964 był wykładowcą Królewskiej Akademii Muzycznej w Londynie, a w 1938 roku został wybrany na jej członka. W latach 1938–1950 dyrygował założoną przez siebie London String Orchestra. Jako dyrygent i pianista odbył liczne tournée po krajach europejskich.
Zaangażowany w działalność angielskiego ruchu robotniczego. W 1936 roku powołał do życia Worker’s Music Association. W 1949 roku odwiedził Polskę. W latach 50. i 60. współpracował ze wschodnioniemieckimi orkiestrami i teatrami operowymi, na których zlecenie skomponował, m.in., opery The Sugar Reapers i Joe Hill. W 1963 roku występował, jako dyrygent, w Związku Radzieckim.

## Twórczość
Kompozycje Busha, z założenia adresowane do masowego odbiorcy, cechują się licznymi odwołaniami do folkloru, tonalnością funkcyjną, harmonijnością i prostotą stylu. W twórczości kompozytora wyraźnie widoczne są nawiązania do jego lewicowych sympatii politycznych, na przykład w tytułach kompozycji programowych Defender of Peace czy Song of Friendship.

## Ważniejsze kompozycje
(na podstawie materiałów źródłowych)

### Opery
- The Press-Gang (1946)
- Wat Tyler (1948–1950)
- The Spell Unbound (1953)
- Men of Blackmoor (1954–1955)
- The Ferryman’s Daughter (1961)
- The Sugar Reapers (1961–1964)
- Joe Hill: the Man Who Never Died (1965-1968)

### Utwory orkiestrowe
- I symfonia (1939–1940)
- II symfonia „Nottingham” (1949)
- III symfonia „Byron” (1959–1960)
- IV symfonia „Lascaux” (1982–1983)
- koncert na fortepian, baryton i chór męski (1934–1937)
- koncert skrzypcowy (1948)
- Concert Suite na wiolonczelę i orkiestrę (1952)
- English Suite na instrumenty smyczkowe (1946)
- Dorian Passacaglia and Fugue (1959)
- wariacje Nocturne and Finale on an English Sea Song na fortepian i orkiestrę (1960)
- Time Remembered na orkiestrę kameralną (1968)
- Africa na fortepian i orkiestrę (1971–1972)
- Liverpool Overture (1972)

### Utwory kameralne
- kwartet smyczkowy a-moll (1923)
- Dialectic na kwartet smyczkowy (1929)
- 3 Concert Studies na trio fortepianowe (1947)
- Serenade na kwartet smyczkowy (1969)
- sonata fortepianowa (1971)
- Suite of Six na kwartet smyczkowy (1975)
- 24 Preludes na fortepian (1977)